# كين رايموند
كين رايموند (بالإنجليزية: Ken Raymond)‏ هو كيميائي أمريكي، ولد في 7 يناير 1942.